# 장보고대교
장보고대교(張保皐大橋)는 전라남도 완도군 고금면 상정리와 신지면 송곡리를 잇는 다리이다. 사장교이며 길이는 4,297m이며 해상 교량 구간은 1,305m, 사장교 주탑 높이는 90.5m에 이른다. 너비는 3차선으로 가변차로를 운영한다. 2010년 12월에 착공해 2017년에 완공하였다. 가칭으로 청해대교(淸海大橋)라 불리기도 했다.

## 명칭
다리 명칭은 통일 신라 시대에 장보고가 완도군 일대에 청해진을 설치하여 활동한 지역인 것을 감안하여 2015년 4월 5일 국가지명위원회를 통해 결정되었다. 이로써 대한민국에서 세 번째로 인물 이름이 들어간 다리가 되었다.

## 연혁
- 2010년 12월 : 다리 착공
- 2017년 12월 6일 : 완공

## 같이 보기
- 김대중대교
- 이순신대교